# Герб Удмуртії

Герб Республіки Удмуртія

Герб Республіки Удмуртія є державним символом Республіки Удмуртія. Прийнятий Урядом Республіки 19 травня 1994 року.

## Опис
Державний герб Удмуртської Республіки являє собою круглий щит червоно-чорного кольору із зображеним на ньому білим лебедем з розкритими крилами. Коло щита обрамлене стрічкою червоно-біло-чорного кольору. Червона половина щита перебуває у верхній частині кола. Крила птаха вписуються в коло, діаметр якого дорівнює відстані від верхніх крапок внутрішніх ліній хвостового оперення до вищої крапки кола стрічки, що обрамляє щит. Верхнє пір'я крил птахи стосуються лінії, проведеної по вищих крапках малих солярних знаків, і виходять за межі щита, доходячи до середини білої смуги стрічки, що обрамляє щит. Кут, утворений верхніми лініями крил, рівний 90 градусам. Його вершина перебуває в центрі голови птаха. На крилах птаха по 26 пір'їв, у хвостовому оперенні — 8. Кут, утворений зовнішніми лініями оперення, рівний 36 градусам. Його вершиною є центр щита.
На грудях птаха розміщений солярний знак — оберіг червоного кольору, що вписується в коло, діаметр якого в 4/5 рази менший від діаметра щита. Ширина смуг солярного знака дорівнює 1/3 діаметра його кола. Кожна смуга завершується двома симетричними зубцями, внутрішні сторони яких утворюють кут в 90 градусів з вершиною, поглибленої до центру знака на 1/2 ширини смуги. Центр солярного знака нижче центру щита на 1/10 діаметра щита. Над кожним крилом лебедя розташований солярний знак білого кольору, що вписується в коло, діаметр якого вдвічі менший від діаметра кола великого солярного знака. Центри трьох солярних знаків є вершинами рівнобедреного трикутника, висота якого дорівнює половині діаметра щита, а верхня горизонтальна сторона в 2/5 рази менша від його діаметра. Ширина стрічки, що обрамляє щит, дорівнює 1/10 діаметра щита. Стрічка складається з рівновеликих смуг чорного, білого й червоного (до центру кола) кольорів. Між червоною смугою стрічки й колом щита є отвір, ширина якого рівна 1/12 ширини триколірної стрічки. У верхній частині щита кінці стрічки не замикаються. Кожна з них завершується двома симетричними зубцями, внутрішні сторони яких утворюють кут 90 градусів з вершиною, заглиблену в саму стрічку на 1/2 її ширини. Відстань між вершинами цих кутів дорівнює діаметрові кола, що описує великий солярний знак.
У нижній частині щита стрічка утворює складку. На червоній смузі складки розташований напис чорного кольору «Удмурт Республика», на білій — «Удмуртская Республика».

### Тлумачення кольорів і символів
У Державному гербі Удмуртської Республіки:
- чорний колір є символом землі і стабільності;
- червоний — кольором сонця і символом життя;
- білий — символом космосу і чистоти етичних засад;
- узагальнений образ білого лебедя або людини-птаха є символом відродження, мудрості, мужності і досконалості. Його основа — міфологія удмуртського, російського, татарського і інших народів Удмуртської Республіки;
- солярні знаки, за переказами, оберігають людину від нещасть. Великий солярний знак є земним втіленням оберігаючих сил, малі — космічним.

## Галерея гербів радянського періоду

1937 — 1978
1978 — 1990